# Ždiarska brázda
Ždiarska brázda je geomorfologický podcelek Podtatranské brázdy. Leží na Spiši a od zbytku celku na Oravě a v Liptově je oddělen územím Polska.

## Polohopis
Podcelek leží izolován od zbytku Podtatranské brázdy na severovýchod od Tater. Na severu ho vymezuje Spišská Magura a její podcelek Repisko, jižním směrem hranici určují svahy Východních Tater, které jsou součástí pohoří Tatry. 

## Osídlení
V Ždiarské brázdě, lemující severní okraj velehor, leží pouze obce Ždiar a Tatranská Javorina s osadami Podspády a Lysá Poľana. Jde o území s výrazným turisticko-rekreačním zázemím.

## Chráněná území
Území je součástí ochranného pásma nebo přímo Tatranského národního parku. Z maloplošných chráněných území zde leží nebo částečně zasahuje:
- Belianské Tatry - národní přírodní rezervace
- Bielovodská dolina - národní přírodní rezervace
- Bor - přírodní rezervace
- Čikovská - přírodní rezervace
- Pavlová - přírodní rezervace [2]

## Doprava
Ze Spišské Belé přes Ždiar po Lysou Poľanu vede Ždiarskou brázdou silnice I / 66.